# Pro Golf Tour
De Pro Golf Tour is sinds 2013 de nieuwe naam van de European Professionals Development Tour (EPD Tour). De Tour bestaat uit een serie golfwedstrijden voor golfprofessionals. 
De Tour werd als EPD Tour is opgericht in 1997 door de Canadese professional Wayne Hachey. Het eerste seizoen kende zes toernooien in Duitsland. De winnaar van het eerste toernooi stond een tourkaart te wachten voor de "One Million Dollar Tour" in Californië. De winnaar was Joseph Ebner. 
Deze golftour is door de Europese PGA Tour erkend als een officiële satelliettour, waarvan er doorstroming is van de laureaten naar de eveneens Europese Challenge Tour. 
Spelers die aan het einde van het jaar in de top 4 van de Order of Merit eindigen, promoveren sinds 2000 naar de European Challenge Tour van het daaropvolgende jaar. Ze hebben wél de verplichting om minimaal aan 8 evenementen van de Challenge Tour deel te nemen. Vanaf 2005 stroomt de top 5 door naar de Challenge Tour. De organisatie van de EPD Tour is sinds 2005 in handen van de Duitse PGA.
Wedstrijden bestaan uit 36 holes en hebben meestal een deelnemersveld van 132 spelers. Als het toernooi bestaat uit meer dan twee rondes, is er een kwalificatie voor de laatste ronde, en de 40 beste spelers mogen daarin aantreden. 

## Order of Merit
| Jaar | 1                          | 2                   | 3                          | 4                 | 5                |
| ---- | -------------------------- | ------------------- | -------------------------- | ----------------- | ---------------- |
| 2000 | Karel Skopový              | Stéphane Lovey      | Marc Amort                 | Roger Gallagher   | Paul Herbert     |
| 2001 | Regis Gustave              | Christoph Günther   | David Geall                | Patrick Platz     | Euan McIntosh    |
| 2002 | Richard Porter             | Marcel Haremza      | Jack Boeckx                | Euan McIntosh     | Darren Leng      |
| 2003 | Darren Leng                | Jochen Lupprian     | Christoph Günther          | Simon Dunn        | Craig Miller     |
| 2004 | Søren Juul                 | Arnaud Langenaeken  | Paul Nilbrink              | John Davies       | Peter Bronson    |
| 2005 | Nicolas Meitinger          | Marcel Haremza      | Anthony Grenier            | Wolfgang Huget    | Dennis Küpper    |
| 2006 | Martin Kaymer              | Robin Swane         | Benjamin Miarka            | Manuel Kempe      | Lasse Jensen     |
| 2007 | Tino Schuster              | Taco Remkes         | Damian Ulrich              | Lee Corfield      | Wil Besseling    |
| 2008 | James A Ruth               | Max Kramer          | Nicolas Meitinger          | Christoph Günther | Dennis Küpper    |
| 2009 | Bernd Ritthammer           | Steen Ottosen       | Richard Kind               | Sebastian Buhl    | Floris de Vries  |
| 2010 | Benjamin Miarka            | Max Kramer          | Daniel Wünsche             | Grant Jackson     | Tim Sluiter      |
| 2011 | Reinier Saxton             | Sebastian Buhl      | Max Glauert                | Christoph Günther | Dennis Küpper    |
| 2012 | Marcel Haremza             | Daniel Wünsche      | Max Kramer                 | Damien Perrier    | Marek Novy       |
| 2013 | Florian Fritsch            | Christopher Mivis   | Robin Kind                 | Bernd Ritthammer  | David Law        |
| 2014 | Marcel Schneider           | Sebastian Heisele   | Sean Einhaus               | Max Kramer        | Alexander Knappe |
| 2015 | Philipp Mejow              | Benjamin Rusch      | Reinier Saxton             | Martin Keskari    | Teemu Bakker     |
| 2016 | Antoine Schwartz           | Julian Kunzenbacher | Christopher Mivis          | Max Kramer        | Mathieu Fenasse  |
| 2017 | Nicolai von Dellingshausen | Max Schmitt         | Ben Parker                 | Pedro Figueiredo  | Marco Iten       |
| 2018 | Craig Howie                | Jonas Kölbing       | Mathieu Decottignies-Lafon | Chris Robb        | Mateusz Gradecki |
| 2019 | Hurly Long                 | Sami Välimäki       | Robbie van West            | Allen John        | Ondřej Lieser    |
| 2020 | Thomas Rosenmüller         | Julien Brun         | Jeremy Freiburghaus        | Jean Bekirian     | Philipp Mejow    |
| 2021 | Mathieu Decottignies-Lafon | Robert Foley        | Nick Bachem                | Tomás Gouveia     | Timo Vahlenkamp  |
| 2022 | Michael Hirmer             | Jean Bekirian       | Alan de Bondt              | Jannik de Bruyn   | Yente van Doren  |

## Tourschool
In oktober 2014 krijgt de Pro Golf Tour een eigen Tourschool.  Professionals en amateurs kunnen zich in een 36-holes toernooi kwalificeren voor 2015. De positie op de Order of Merit blijft belangrijk voor directe toegang tot het volgende seizoen, maar spelers die te laag eindigden en nieuwe spelers kunnen via de Tourschool een tourkaart bemachtigen. De Tourschool wordt in 2014 gespeeld op de Golfsportclub Rheine/Mesum.

## Tourschema
- EPD Tour 2010
- EPD Tour 2011
- EPD Tour 2012
- Pro Golf Tour 2013
- Pro Golf Tour 2014